# Линты
Линты — деревня в Гаринском городском округе Свердловской области России.

## География
Деревня Линты муниципального образования «Гаринский городской округ»  расположена в 20 километрах (по автотрассе в 23 километрах) к северо-северо-востоку от административного центра округа — посёлка Гари, на правом берегу реки Тавда, в 1 километре выше устья правого притока реки Линты.

## Инфраструктура
В советское время в деревне действовал крупный колхоз, существовали клуб и школа.

## Население
| 2002 | 2010 | 2021 |
| ---- | ---- | ---- |
| 2    | →2   | ↗6   |

По состоянию на 2012 год, в деревне проживал всего один человек — пенсионерка Евгения Еманова, супруг которой скончался 8 мая 2011 года.